# David Catarivas
David Catarivas (né le 10 août 1921 à Constantinople et mort le 26 septembre 2003) est un journaliste et écrivain français d'origine turque, auteur d'ouvrages sur le kibboutz et Israël. Il immigre en Israël et devient un diplomate israélien.

## Biographie
David Catarivas est né le 10 août 1921 à Constantinople, en Turquie.

### Seconde Guerre mondiale
Il est membre des Éclaireurs israélites de France (EIF) à Paris. En 1941, il organise des colonies de vacances pour des enfants juifs dont les parents ont été arrêtés.
En tant que Juif turc, il n'est pas requis de porter l'étoile jaune. Il place des enfants juifs dans des fermes ou dans des monastères. Il fabrique des faux papiers et distribue des tracts.

### Après la Guerre
Il devient président des Étudiants juifs, en France.
En 1950, il fait son alya en Israël. Il devient journaliste à la radio israélienne Kol Israel.
Il entre ensuite au ministère des Affaires étrangères où il  mène une longue carrière diplomatique. Il effectue de nombreuses missions à l’étranger, assumant notamment les fonctions de délégué d’Israël à l’UNESCO.
Il donne de nombreuses conférences.
A l’âge de 52 ans, il se retire au kibboutz Hanita, situé à la frontière nord du pays, où il vit jusqu’à sa mort. Il y travaille, à mi-temps, dans l’usine d’optique spécialisée dans la fabrication de lentilles.
Journaliste, il collabore pendant plusieurs années avec le Jerusalem Post en français où il écrit une chronique hebdomadaire sur un thème de l’actualité. Il participe à de nombreuses reprises aux émissions d’Arutz 7 en français où il est souvent été interviewé pour analyser la situation politique en Israël.

## Œuvres
Ses ouvrages sont traduits en 6 langues :
- David Catarivas. Israël. 64 éditions, traduit en 6 langues.
- David Catarivas. Israël. Petite planète. Seuil. 1967[5]
- David Catarivas. Israël et la Terre sainte. 7 éditions parues entre 1974 et 1975 en français et en anglais.
- David Catarivas.Israël. « Guide mondial[6] ».
- David Catarivas. Vivre au kibboutz. Stock, 1982[7]
- David Catarivas et Georges Lévitte. Les Juifs. Gallimard[8]